# Opel Omega
De Opel Omega was een grote auto van autobouwer Opel (dochterbedrijf van General Motors). Het was de vervanging van de Opel Rekord, en werd verkozen tot Auto van het Jaar in 1987. Net zoals zijn voorganger werd de wagen in Rüsselsheim in Duitsland geproduceerd, tot 2003. Het onderstel werd eveneens gebruikt voor de Opel Senator, en andere GM-wagens.
Door zijn langgerekte vorm kon deze wagen gemakkelijk gebruikt worden als limousine of bij een begrafenis als een lijkwagen.

## Omega A (1986-1994)

### Kenmerken

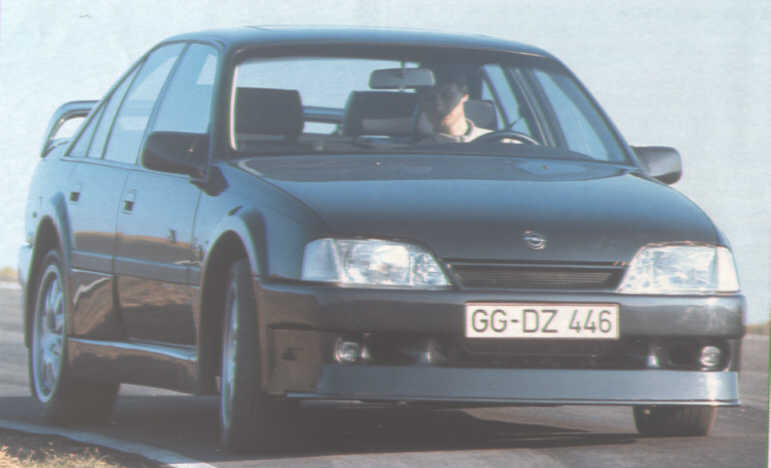
Opel Omega EVO500

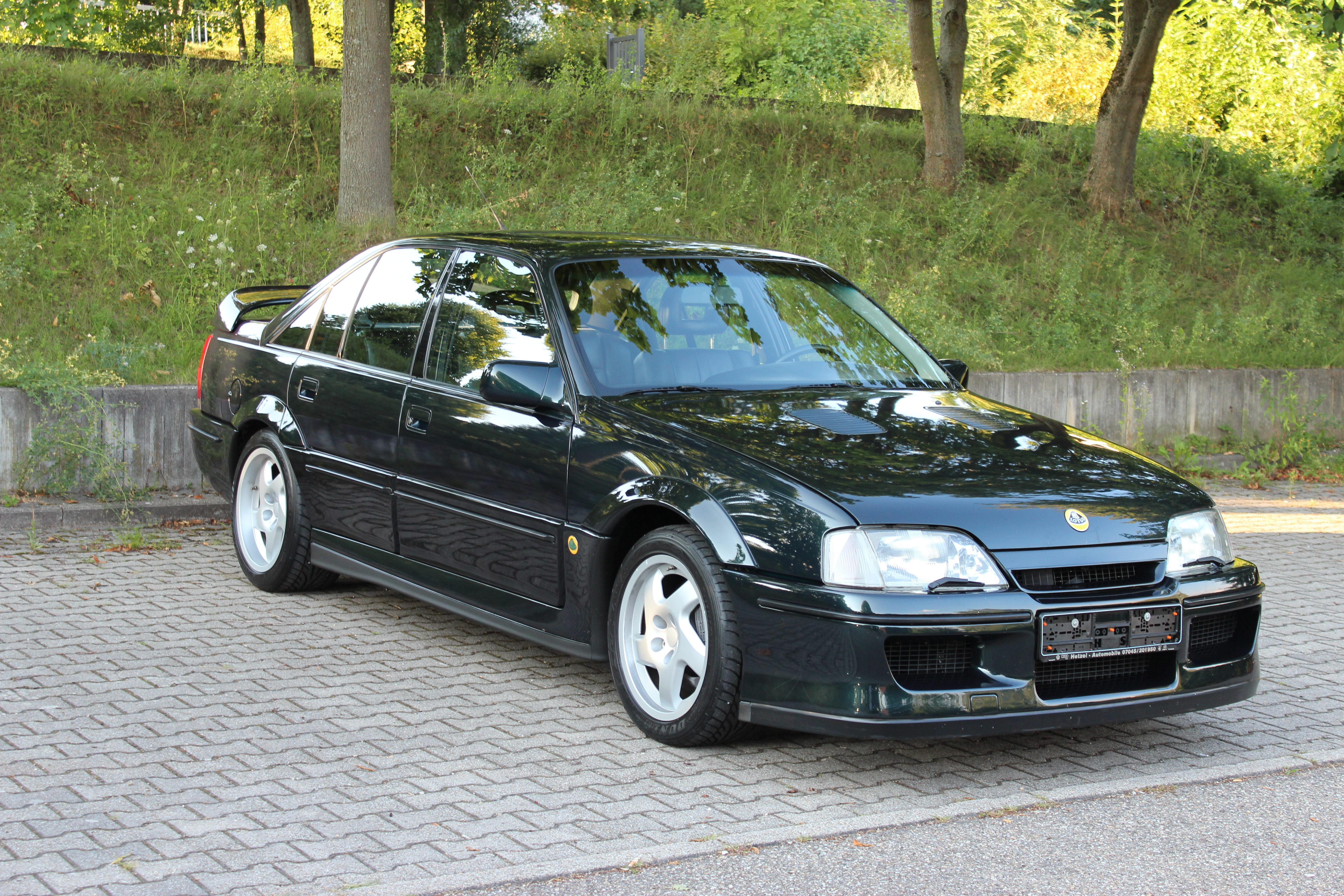
Lotus Omega

Er werden twee versies van de wagen gemaakt: de originele Omega (versie A) werd in 1986 op de markt gebracht, als concurrent voor de Ford Scorpio en Rover 800. Hij werd verkocht omwille van de luxe en de ruimte (door de lengte). Opmerkelijk is dat de Omega A de laagste Cw-waarde had van slechts 0,28. Dit is voor nieuwe auto's van deze tijd nog moeilijk te behalen. Ook de Caravan had een erg goede Cw-waarde van maar 0,32. Dit haalden zelfs vele sedans van toen niet.
Van de Omega A zijn een paar speciale modellen gemaakt. Om te beginnen de Omega EVO500. Deze op de Omega 3000 gebaseerde auto had beschikking over een door Irmscher doorontwikkelde 3.0 6-in-lijn motor met 230 PK. Van 0 naar 100 km/h duurde 7,5 seconde en de teller stopte bij 249 km/h.
Als tweede was er de Lotus Omega. De Lotus Omega oftewel Lotus Carlton was een volledig aangepaste carrosserie van de Omega A 3000. Deze werd verscheept naar de thuisbasis van Lotus en werd hier voorzien van Lotusophanging, AP-remmerij en zesversnellingsbak van moederbedrijf GM (C4 ZR1 Corvette). Met zijn 377 pk sterke 3.6 L-motor (C36GET) behaalde hij een top van 283 km/h. Van 0 naar 100 km/h duurde 5,2 seconde. In 1991 was de Lotus Omega na de Alpina B10 Biturbo (291 km/h) de snelste sedan ter wereld. De bedoeling was om van dit model 1100 exemplaren te bouwen, maar door de tegenvallende verkopen, mede te wijten aan slechte berichten vanuit de Engelse politiek, zijn er uiteindelijk slechts 950 exemplaren gebouwd.

### Motoren
Benzine
| Opel Omega | Opel Omega | Opel Omega | Opel Omega | Opel Omega | Opel Omega | Opel Omega               | Opel Omega    | Opel Omega     | Opel Omega  |
| Type       | Motor      | Motor      | Motor      | Vermogen   | Koppel     | Overbrenging             | 0–100 km/h    | Topsnelheid    | Jaartal     |
| Type       | Inhoud     | Cilinders  | Kleppen    | Vermogen   | Koppel     | Overbrenging             | 0–100 km/h    | Topsnelheid    | Jaartal     |
| ---------- | ---------- | ---------- | ---------- | ---------- | ---------- | ------------------------ | ------------- | -------------- | ----------- |
| 1.8        | 1.796 cm³  | 4-in-lijn  | 8V         | 90 pk      | 148 Nm     | 5-bak                    | 14,0 s        | 183 km/h       | 1986 - 1989 |
| 1.8i       | 1.796 cm³  | 4-in-lijn  | 8V         | 116 pk     | 160 Nm     | 5-bak                    | 12,0 s        | 195 km/h       | 1986 - 1989 |
| 2.0i       | 1.998 cm³  | 4-in-lijn  | 8V         | 122 pk     | 175 Nm     | 5-bak / 4-traps automaat | 10,0 / 11,0 s | 200 / 195 km/h | 1986 - 1989 |
| 2.0i       | 1.998 cm³  | 4-in-lijn  | 8V         | 116 pk     | 170 Nm     | 5-bak / 4-traps automaat | 11,5 / 12,5 s | 195 / 190 km/h | 1989 - 1994 |
| 2.4i       | 2.410 cm³  | 4-in-lijn  | 8V         | 125 pk     | 195 Nm     | 5-bak / 4-traps automaat | 10,8 / 11,5 s | 200 / 198 km/h | 1986 - 1994 |
| 2.6i       | 2.594 cm³  | 6-in-lijn  | 12V        | 150 pk     | 220 Nm     | 5-bak / 4-traps automaat | 9,8 / 10,8 s  | 215 / 210 km/h | 1990 - 1994 |
| 3000 KAT   | 2.969 cm³  | 6-in-lijn  | 12V        | 156 pk     | 240 Nm     | 5-bak                    | 9,8 s         | 213 km/h       | 1987 - 1988 |
| 3000       | 2.969 cm³  | 6-in-lijn  | 12V        | 177 pk     | 240 Nm     | 5-bak                    | 8,8 s         | 222 km/h       | 1987 - 1989 |
| 3000       | 2.969 cm³  | 6-in-lijn  | 12V        | 177 pk     | 240 Nm     | 5-bak / 4-traps automaat | 8,8 / 9,8 s   | 227 / 224 km/h | 1987 - 1990 |
| 3.0 24V    | 2.969 cm³  | 6-in-lijn  | 24V        | 200 pk     | 260 Nm     | 5-bak / 4-traps automaat | 7,6 / 8,6 s   | 240 / 235 km/h | 1992 - 1993 |
| 3000 24V   | 2.969 cm³  | 6-in-lijn  | 24V        | 204 pk     | 270 Nm     | 5-bak / 4-traps automaat | 7,6 / 8,6 s   | 240 / 235 km/h | 1989 - 1993 |

| Opel Omega Caravan | Opel Omega Caravan | Opel Omega Caravan | Opel Omega Caravan | Opel Omega Caravan | Opel Omega Caravan | Opel Omega Caravan       | Opel Omega Caravan | Opel Omega Caravan | Opel Omega Caravan |
| Type               | Motor              | Motor              | Motor              | Vermogen           | Koppel             | Overbrenging             | 0–100 km/h         | Topsnelheid        | Jaartal            |
| Type               | Inhoud             | Cilinders          | Kleppen            | Vermogen           | Koppel             | Overbrenging             | 0–100 km/h         | Topsnelheid        | Jaartal            |
| ------------------ | ------------------ | ------------------ | ------------------ | ------------------ | ------------------ | ------------------------ | ------------------ | ------------------ | ------------------ |
| 1.8                | 1.796 cm³          | 4-in-lijn          | 8V                 | 90 pk              | 148 Nm             | 5-bak                    | 15,0 s             | 175 km/h           | 1986 - 1989        |
| 1.8i               | 1.796 cm³          | 4-in-lijn          | 8V                 | 116 pk             | 160 Nm             | 5-bak                    | 13,0 s             | 187 km/h           | 1986 - 1989        |
| 2.0i               | 1.998 cm³          | 4-in-lijn          | 8V                 | 122 pk             | 175 Nm             | 5-bak / 4-traps automaat | 13,0 / 14,0 s      | 187 / 180 km/h     | 1986 - 1989        |
| 2.0i               | 1.998 cm³          | 4-in-lijn          | 8V                 | 116 pk             | 170 Nm             | 5-bak / 4-traps automaat | 12,5 / 13,5 s      | 187 / 180 km/h     | 1989 - 1994        |
| 2.4i               | 2.410 cm³          | 4-in-lijn          | 8V                 | 125 pk             | 195 Nm             | 5-bak / 4-traps automaat | 12,0 / 12,5 s      | 192 / 190 km/h     | 1989 - 1994        |
| 2.6i               | 2.594 cm³          | 6-in-lijn          | 12V                | 150 pk             | 220 Nm             | 5-bak / 4-traps automaat | 10,5 / 11,5 s      | 208 / 203 km/h     | 1990 - 1994        |
| 3.0i               | 2.969 cm³          | 6-in-lijn          | 12V                | 177 pk             | 240 Nm             | 5-bak / 4-traps automaat | 9,3 / 10,5 s       | 220 / 217 km/h     | 1988 - 1992        |
| 3.0 24V            | 2.969 cm³          | 6-in-lijn          | 24V                | 200 pk             | 260 Nm             | 5-bak / 4-traps automaat | 8,2 / 9,2 s        | 230 / 225 km/h     | 1992 - 1993        |

Diesel
| Opel Omega | Opel Omega | Opel Omega | Opel Omega | Opel Omega | Opel Omega | Opel Omega               | Opel Omega    | Opel Omega     | Opel Omega  |
| Type       | Motor      | Motor      | Motor      | Vermogen   | Koppel     | Overbrenging             | 0–100 km/h    | Topsnelheid    | Jaartal     |
| Type       | Inhoud     | Cilinders  | Kleppen    | Vermogen   | Koppel     | Overbrenging             | 0–100 km/h    | Topsnelheid    | Jaartal     |
| ---------- | ---------- | ---------- | ---------- | ---------- | ---------- | ------------------------ | ------------- | -------------- | ----------- |
| 2.3 D      | 2.260 cm³  | 4-in-lijn  | 8V         | 73 pk      | 138 Nm     | 5-bak                    | 19,0 s        | 163 km/h       | 1986 - 1994 |
| 2.3 TD     | 2.260 cm³  | 4-in-lijn  | 8V         | 90 pk      | 190 Nm     | 5-bak / 4-traps automaat | 14,5 / 16,0 s | 176 / 170 km/h | 1986 - 1988 |
| 2.3 TD     | 2.260 cm³  | 4-in-lijn  | 8V         | 101 pk     | 215 Nm     | 5-bak / 4-traps automaat | 14,0 / 15,5 s | 180 / 184 km/h | 1988 - 1994 |

| Opel Omega Caravan | Opel Omega Caravan | Opel Omega Caravan | Opel Omega Caravan | Opel Omega Caravan | Opel Omega Caravan | Opel Omega Caravan       | Opel Omega Caravan | Opel Omega Caravan | Opel Omega Caravan |
| Type               | Motor              | Motor              | Motor              | Vermogen           | Koppel             | Overbrenging             | 0–100 km/h         | Topsnelheid        | Jaartal            |
| Type               | Inhoud             | Cilinders          | Kleppen            | Vermogen           | Koppel             | Overbrenging             | 0–100 km/h         | Topsnelheid        | Jaartal            |
| ------------------ | ------------------ | ------------------ | ------------------ | ------------------ | ------------------ | ------------------------ | ------------------ | ------------------ | ------------------ |
| 2.3 D              | 2.260 cm³          | 4-in-lijn          | 8V                 | 73 pk              | 138 Nm             | 5-bak                    | 20,5 s             | 155 km/h           | 1986 - 1994        |
| 2.3 TD             | 2.260 cm³          | 4-in-lijn          | 8V                 | 90 pk              | 190 Nm             | 5-bak / 4-traps automaat | 15,5 / 17,0 s      | 170 / 164 km/h     | 1986 - 1988        |
| 2.3 TD             | 2.260 cm³          | 4-in-lijn          | 8V                 | 101 pk             | 215 Nm             | 5-bak / 4-traps automaat | 15,0 / 16,5 s      | 176 / 176 km/h     | 1988 - 1994        |

## Omega B (1994-2003)

### Kenmerken

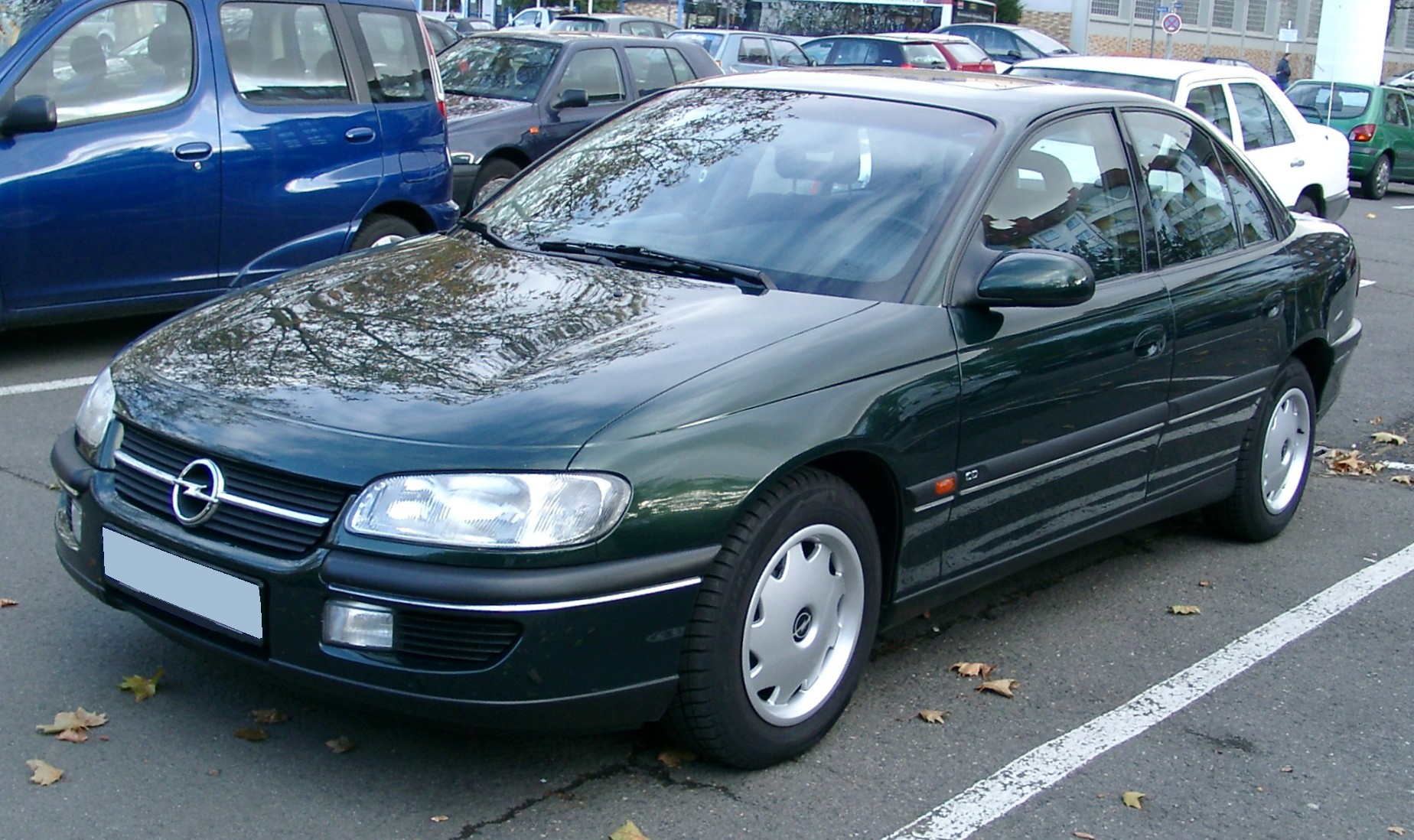
Opel Omega B1 Limousine

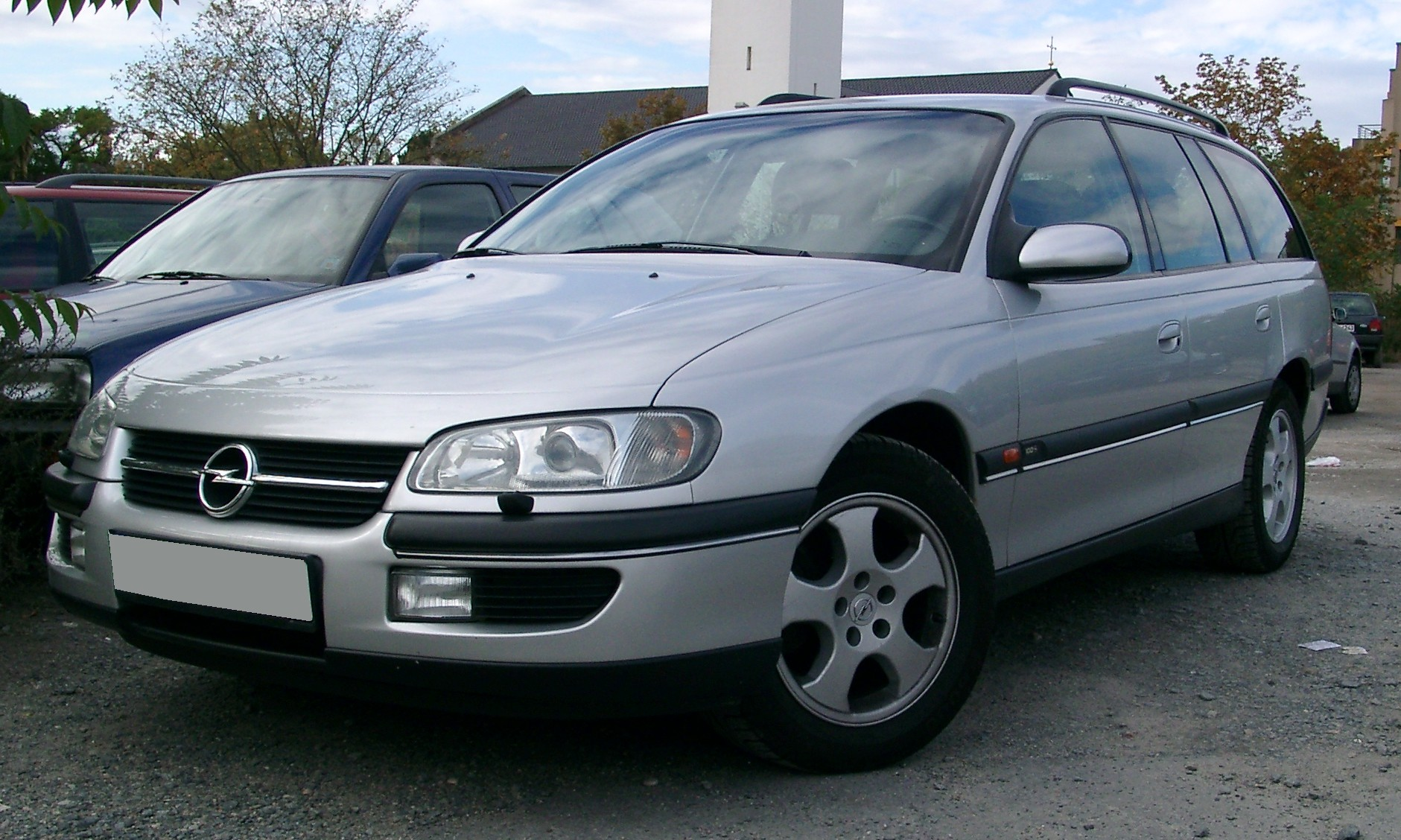
Opel Omega B1 Caravan

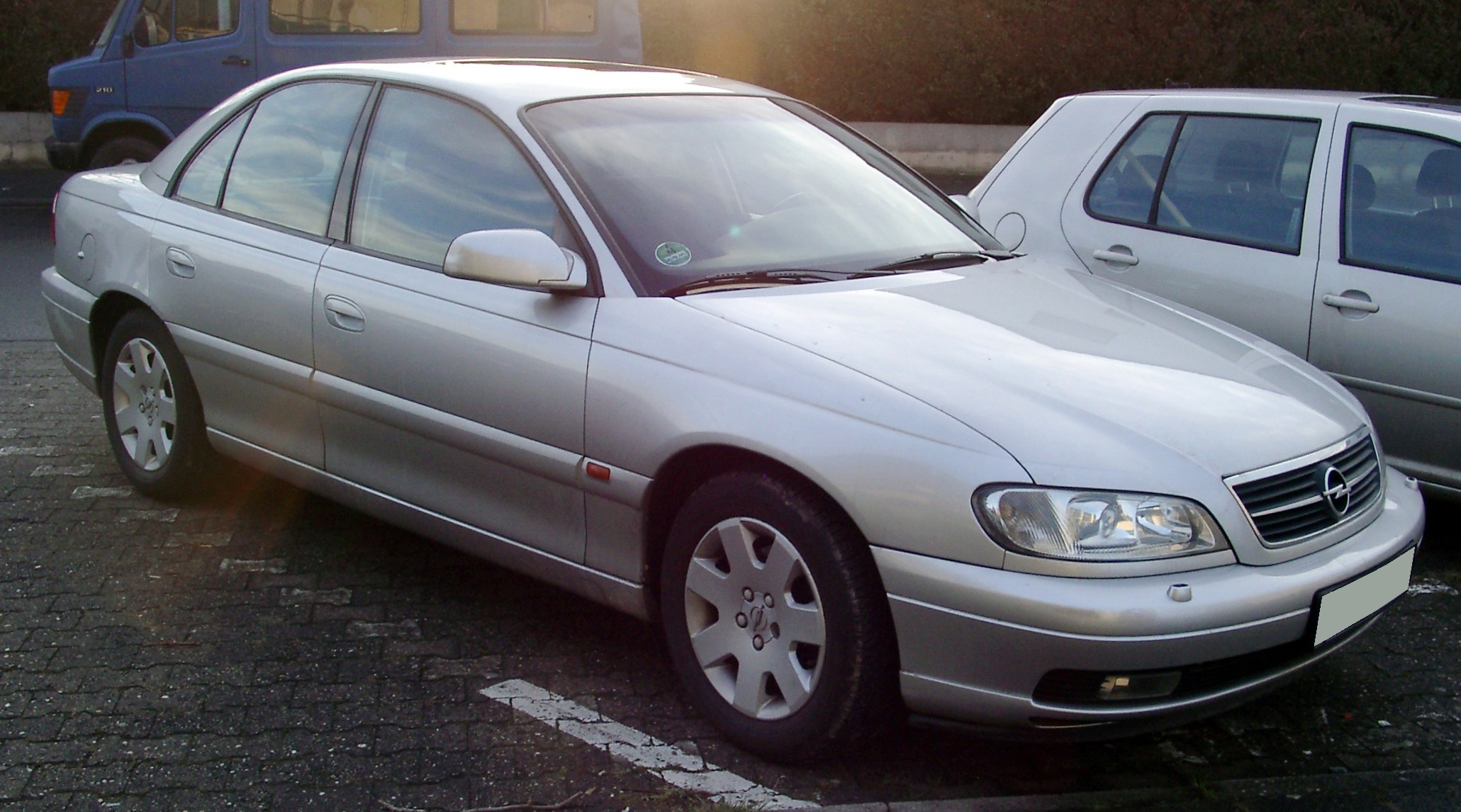
Opel Omega B2 Limousine

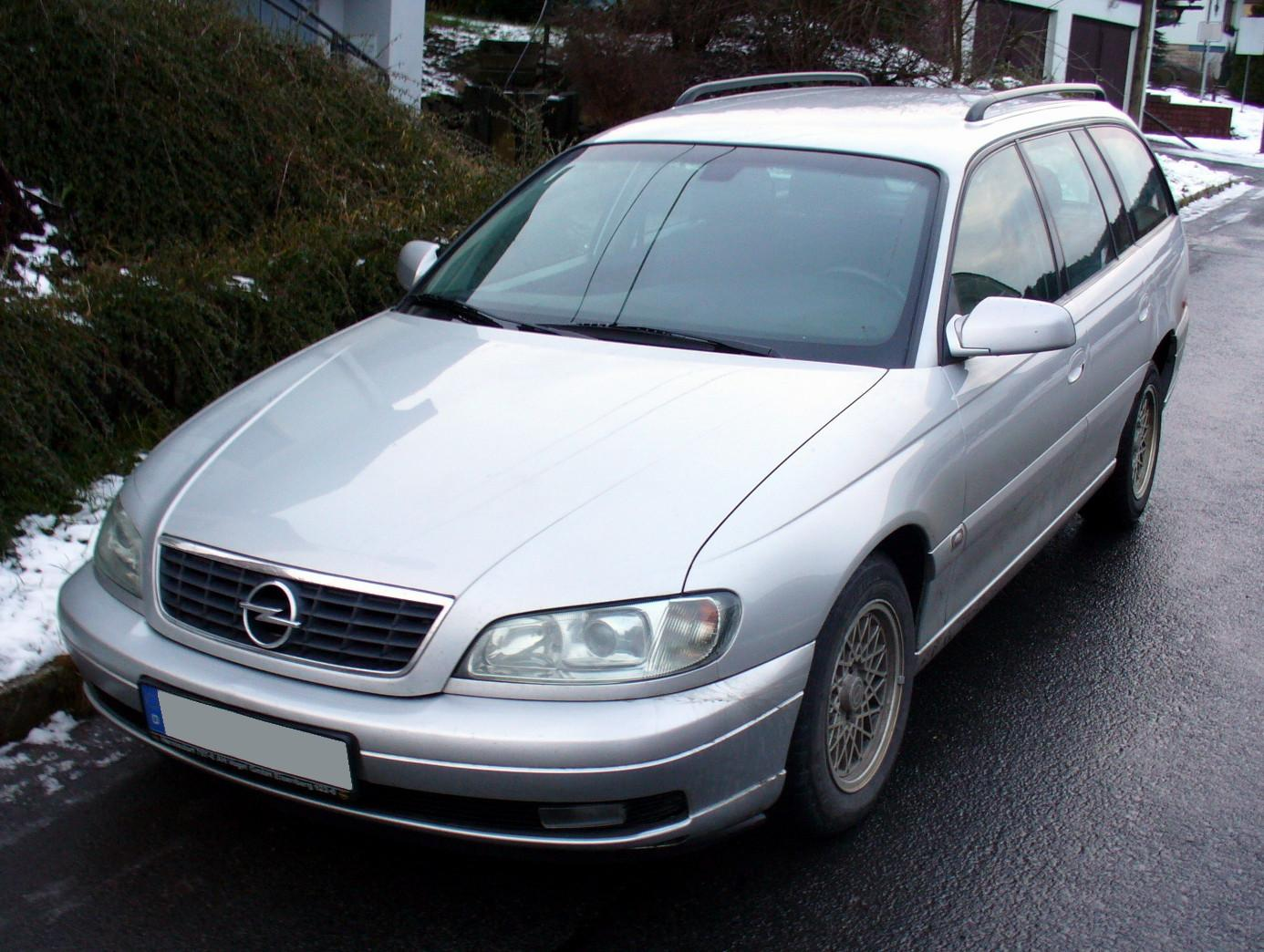
Opel Omega B2 Caravan

In 1994 werd versie B, met een moderner interieur, op de markt gebracht. Ook deze versie was erg ruim en comfortabel. Hier werden veel nieuwe snufjes in geïntroduceerd, zoals Xenon-verlichting, navigatiesysteem en de V6 motoren (voorheen alleen 6-in-lijn). Ook nieuw was de 2.5 TD zescilinder diesel, deze motor kwam uit de schappen van BMW. Dit was een geknepen versie van de 143pk sterke diesel welke in de 3-, 5- en 7-serie geleverd werd. In de Omega leverde dit blok 130pk.

### Motoren
Benzine
| Opel Omega | Opel Omega | Opel Omega | Opel Omega | Opel Omega | Opel Omega | Opel Omega               | Opel Omega    | Opel Omega     | Opel Omega  |
| Type       | Motor      | Motor      | Motor      | Vermogen   | Koppel     | Overbrenging             | 0–100 km/h    | Topsnelheid    | Jaartal     |
| Type       | Inhoud     | Cilinders  | Kleppen    | Vermogen   | Koppel     | Overbrenging             | 0–100 km/h    | Topsnelheid    | Jaartal     |
| ---------- | ---------- | ---------- | ---------- | ---------- | ---------- | ------------------------ | ------------- | -------------- | ----------- |
| 2.0        | 1.998 cm³  | 4-in-lijn  | 8V         | 115 pk     | 178 Nm     | 5-bak / 4-traps automaat | 13,0 / 14,0 s | 195 / 188 km/h | 1995 - 1999 |
| 2.0 16v    | 1.998 cm³  | 4-in-lijn  | 16V        | 136 pk     | 185 Nm     | 5-bak / 4-traps automaat | 11,0 / 13,0 s | 210 / 195 km/h | 1994 - 1999 |
| 2.2 16v    | 2.198 cm³  | 4-in-lijn  | 16V        | 144 pk     | 205 Nm     | 5-bak / 4-traps automaat | 10,5 / 11,5 s | 210 / 206 km/h | 1999 - 2003 |
| 2.5 V6     | 2.498 cm³  | V6         | 24V        | 170 pk     | 227 Nm     | 5-bak / 4-traps automaat | 9,5 / 11,5 s  | 223 / 218 km/h | 1994 - 1999 |
| 2.5 V6     | 2.498 cm³  | V6         | 24V        | 170 pk     | 227 Nm     | 5-bak / 4-traps automaat | 9,5 / 10,5 s  | 228 / 223 km/h | 1999 - 2000 |
| 2.6 V6     | 2.597 cm³  | V6         | 24V        | 180 pk     | 240 Nm     | 5-bak / 4-traps automaat | 9,5 / 10,5 s  | 229 / 224 km/h | 2000 - 2003 |
| 3.0 V6     | 2.969 cm³  | V6         | 24V        | 211 pk     | 270 Nm     | 5-bak / 4-traps automaat | 8,6 / 9,8 s   | 240 / 230 km/h | 1994 - 1999 |
| 3.0 V6     | 2.969 cm³  | V6         | 24V        | 211 pk     | 270 Nm     | 5-bak / 4-traps automaat | 8,5 / 9,5 s   | 243 / 238 km/h | 1999 - 2001 |
| 3.2 V6     | 3.175 cm³  | V6         | 24V        | 218 pk     | 290 Nm     | 4-traps automaat         | 9,5 s         | 240 km/h       | 2001 - 2003 |

| Opel Omega Stationwagon | Opel Omega Stationwagon | Opel Omega Stationwagon | Opel Omega Stationwagon | Opel Omega Stationwagon | Opel Omega Stationwagon | Opel Omega Stationwagon  | Opel Omega Stationwagon | Opel Omega Stationwagon | Opel Omega Stationwagon |
| Type                    | Motor                   | Motor                   | Motor                   | Vermogen                | Koppel                  | Overbrenging             | 0–100 km/h              | Topsnelheid             | Jaartal                 |
| Type                    | Inhoud                  | Cilinders               | Kleppen                 | Vermogen                | Koppel                  | Overbrenging             | 0–100 km/h              | Topsnelheid             | Jaartal                 |
| ----------------------- | ----------------------- | ----------------------- | ----------------------- | ----------------------- | ----------------------- | ------------------------ | ----------------------- | ----------------------- | ----------------------- |
| 2.0                     | 1.998 cm³               | 4-in-lijn               | 8V                      | 115 pk                  | 178 Nm                  | 5-bak / 4-traps automaat | 14,0 / 15,0 s           | 187 / 177 km/h          | 1995 - 1999             |
| 2.0 16v                 | 1.998 cm³               | 4-in-lijn               | 16V                     | 136 pk                  | 185 Nm                  | 5-bak / 4-traps automaat | 11,5 / 14,5 s           | 202 / 187 km/h          | 1994 - 1999             |
| 2.2 16v                 | 2.198 cm³               | 4-in-lijn               | 16V                     | 144 pk                  | 205 Nm                  | 5-bak / 4-traps automaat | 11,0 / 12,5 s           | 202 / 198 km/h          | 1999 - 2003             |
| 2.5 V6                  | 2.498 cm³               | V6                      | 24V                     | 170 pk                  | 227 Nm                  | 5-bak / 4-traps automaat | 10,0 / 12,0 s           | 215 / 210 km/h          | 1994 - 1999             |
| 2.5 V6                  | 2.498 cm³               | V6                      | 24V                     | 170 pk                  | 227 Nm                  | 5-bak / 4-traps automaat | 10,0 / 11,0 s           | 220 / 221 km/h          | 1999 - 2000             |
| 2.6 V6                  | 2.597 cm³               | V6                      | 24V                     | 180 pk                  | 240 Nm                  | 5-bak / 4-traps automaat | 10,0 / 11,0 s           | 221 / 216 km/h          | 2000 - 2003             |
| 3.0 V6                  | 2.969 cm³               | V6                      | 24V                     | 211 pk                  | 270 Nm                  | 5-bak / 4-traps automaat | 9,3 / 10,3 s            | 232 / 220 km/h          | 1994 - 1999             |
| 3.0 V6                  | 2.969 cm³               | V6                      | 24V                     | 211 pk                  | 270 Nm                  | 5-bak / 4-traps automaat | 9,0 / 10,0 s            | 235 / 230 km/h          | 1999 - 2001             |
| 3.2 V6                  | 3.175 cm³               | V6                      | 24V                     | 218 pk                  | 290 Nm                  | 4-traps automaat         | 10,0 s                  | 232 km/h                | 2001 - 2003             |

Diesel
| Opel Omega  | Opel Omega | Opel Omega | Opel Omega | Opel Omega | Opel Omega | Opel Omega               | Opel Omega    | Opel Omega     | Opel Omega  |
| Type        | Motor      | Motor      | Motor      | Vermogen   | Koppel     | Overbrenging             | 0–100 km/h    | Topsnelheid    | Jaartal     |
| Type        | Inhoud     | Cilinders  | Kleppen    | Vermogen   | Koppel     | Overbrenging             | 0–100 km/h    | Topsnelheid    | Jaartal     |
| ----------- | ---------- | ---------- | ---------- | ---------- | ---------- | ------------------------ | ------------- | -------------- | ----------- |
| 2.0 DTi 16V | 1.994 cm³  | 4-in-lijn  | 16V        | 100 pk     | 205 Nm     | 5-bak                    | 15,0 s        | 186 km/h       | 1997 - 2000 |
| 2.2 DTi 16V | 2.171 cm³  | 4-in-lijn  | 16V        | 120 pk     | 280 Nm     | 5-bak                    | 12,5 s        | 195 km/h       | 2000 - 2003 |
| 2.5 TD      | 2.498 cm³  | 6-in-lijn  | 12V        | 130 pk     | 250 Nm     | 5-bak / 4-traps automaat | 12,0 / 12,5 s | 200 / 195 km/h | 1994 - 2001 |
| 2.5 DTI     | 2.498 cm³  | 6-in-lijn  | 12V        | 150 pk     | 300 Nm     | 5-bak / 4-traps automaat | 10,5 / 11,0 s | 208 / 206 km/h | 2001 - 2003 |

| Opel Omega Stationwagon | Opel Omega Stationwagon | Opel Omega Stationwagon | Opel Omega Stationwagon | Opel Omega Stationwagon | Opel Omega Stationwagon | Opel Omega Stationwagon  | Opel Omega Stationwagon | Opel Omega Stationwagon | Opel Omega Stationwagon |
| Type                    | Motor                   | Motor                   | Motor                   | Vermogen                | Koppel                  | Overbrenging             | 0–100 km/h              | Topsnelheid             | Jaartal                 |
| Type                    | Inhoud                  | Cilinders               | Kleppen                 | Vermogen                | Koppel                  | Overbrenging             | 0–100 km/h              | Topsnelheid             | Jaartal                 |
| ----------------------- | ----------------------- | ----------------------- | ----------------------- | ----------------------- | ----------------------- | ------------------------ | ----------------------- | ----------------------- | ----------------------- |
| 2.0 DTi 16V             | 1.994 cm³               | 4-in-lijn               | 16V                     | 100 pk                  | 205 Nm                  | 5-bak                    | 16,5 s                  | 180 km/h                | 1997 - 1999             |
| 2.0 DTi 16V             | 1.994 cm³               | 4-in-lijn               | 16V                     | 100 pk                  | 205 Nm                  | 5-bak                    | 16,0 s                  | 180 km/h                | 1999 - 2000             |
| 2.2 DTi 16V             | 2.171 cm³               | 4-in-lijn               | 16V                     | 120 pk                  | 280 Nm                  | 5-bak                    | 13,0 s                  | 195 km/h                | 2000 - 2003             |
| 2.5 TD                  | 2.498 cm³               | 6-in-lijn               | 12V                     | 130 pk                  | 250 Nm                  | 5-bak / 4-traps automaat | 13,0 / 13,5 s           | 195 / 190 km/h          | 1994 - 2001             |
| 2.5 DTI                 | 2.498 cm³               | 6-in-lijn               | 12V                     | 150 pk                  | 300 Nm                  | 5-bak / 4-traps automaat | 10,5 / 11,0 s           | 208 / 206 km/h          | 2001 - 2003             |